# Общество друзей русской книги
Общество друзей русской книги — библиофильская организация, действовавшая в Париже с 1925 по 1938 год.

## История
Объединение было основано в 1925 году и состояло из более 150 человек, которые жили как в Париже, так и в Лондоне, Оксфорде, Нью-Йорке, Амстердаме, Мадриде, Гельсингфорсе, Праге, Берлине, Варшаве, Базеле и Лейпциге.
В 1925—1938 годах в обществе печаталось собственное периодическое издание — «Временник» (опубликовано лишь четыре номера); на страницах первого выпуска заявлялось, что главная цель редакции — разработка и собирание «материалов по истории русской книги и ее библиографии, по вопросам библиофилии, библиологии и библиотековедения».

## Члены общества
Председатели Общества: П. П. Гронский (1925—1928), В. А. Верещагин (1928—1931), П. Н. Апостол (1928—1937).
Товарищи председателя: Апостол (1925—1928), Я. Е. Поволоцкий (1925—1928), Г. Л. Лозинский (1928—1937).
Члены правления: Лозинский, М. А. Алданов, А. Н. Мандельштам, Б. С. Миркин, А. Л. Метцль, А. М. Михельсон, И. Я. Билибин, Б. Э. Нольде, В. П. Катенев, А. П. Струве, Ж. Порше.
Должность секретаря занимал Я. Б. Полонский (1925—1937), казначея — Л. А. Гринберг (1928—1937).